# Dimitrie Sturdza
Dimitrie Sturdza, né Dimitrie Alexandru Sturdza-Miclăușanu le 10 mars 1833 à Butea dans le județ de Iași en Moldavie et mort le 8 octobre 1914 à Bucarest, est un homme d'État, académicien, ministre des Affaires étrangères et président du Conseil des ministres du royaume de Roumanie.

## Biographie
Dimitrie Sturdza fit ses études à l'Academia Mihăileană à Iași. Il poursuivit ses études supérieures en Allemagne.
De retour dans son pays, il devint le secrétaire privé d'Alexandru Ioan Cuza. Il participa ensuite au gouvernement libéral de Ion Brătianu, en tant que ministre des Affaires étrangères. 
En 1899, il accèda à la direction du Parti libéral roumain.
Il fut nommé, à quatre reprises, président du Conseil des ministres du royaume de Roumanie.
Il a été nommé secrétaire permanent de l'Académie roumaine, puis président de l'Académie roumaine de 1882 à 1884. Il fut considéré comme une personnalité reconnue dans le domaine de la numismatique roumaine.

## Responsabilités ministérielles
Premier ministre
- 15 octobre 1895 – 2 décembre 1896
- 12 avril 1897 – 23 avril 1899
- 27 février 1901 – 4 janvier 1906
- 24 mars 1907 – 9 janvier 1909

Ministre des Affaires étrangères
- 1er août 1881 – 1er février 1885
- 4 octobre 1895 – 21 novembre 1896
- 31 mars 1897 – 30 mars 1899
- 14 février 1901 – 8 janvier 1902
- 12 décembre 1904 – 21 décembre 1904 (par intérim)
- 12 mars 1907 – 27 décembre 1908

Ministre de la Défense nationale
- 14 février 1901 – 21 décembre 1904